# 谢东发
谢东发（1880年12月5日—?），江宁（今江苏省南京市）人，中华民国外交家、记者、翻译家。巴黎大学法学与医学博士，1912年任法国中国新闻办公室主任，后历任中华民国驻法二等秘书、一等秘书、荐任公务人员。

## 生平

### 早年
1880年12月5日，谢东发生于法国巴黎。父亲谢大铭1878年随曾纪泽侨法，在欧洲经营古玩，安家立业，母亲Rallier Diane为法国人。